# رون گیلبرت
 ران گیلبرت (انگلیسی: Ron Gilbert؛ زادهٔ ۱ ژانویهٔ ۱۹۶۴) یک برنامه‌نویس بازی اهل ایالات متحده آمریکا است.